# 宮崎北警察署
宮崎北警察署（みやざききたけいさつしょ）は、宮崎県警察所管の警察署。署長の階級は警視正。署員数は約270名。県内最大規模の警察署である。

## 所管区域
- 宮崎市（高岡町を除く）のうち大淀川の中心線以北の区域
  - 地域自治区では中央東、中央西、檍、小戸、大宮、東大宮、住吉、北、佐土原が該当する。

## 所在地
- 宮崎県宮崎市錦本町4番8号

## 沿革
- 2029年（令和11年）度：高岡警察署の移転等による宮崎西警察署（仮称）発足に伴い、宮崎北警察署の一部区域を宮崎西警察署（仮称）に移管[1]。

## 組織
- 警務課
- 会計課(落とし物係)
- 留置管理課
- 生活安全課
- 地域課
- 交通課(事故捜査係)
- 刑事第一課(鑑識係)
- 刑事第二課
- 警備課
- 警察安全相談室
- 市民応接室

## 幹部交番
- 佐土原町交番（宮崎市佐土原町下田島9526番地3） - 所長は警視

## 交番
- 青葉町交番（宮崎市宮崎駅東3丁目6番地10）
- 一の宮交番（宮崎市吉村町下り松甲2461番地1）
- 江平交番（宮崎市丸山2丁目270番地4）
- 大工町交番（宮崎市大橋2丁目38番地）
- 高千穂通交番（宮崎市橘通西4丁目1番33号）
- 橘通交番（宮崎市橘通西3丁目1番8号）
- 蓮ヶ池交番（宮崎市大字芳士888番地1）
- 花ヶ島交番（宮崎市南花ヶ島町290番地2）
- 宮崎駅前交番（宮崎市錦町1番11号）
- 阿波岐原交番（宮崎市阿波岐原町2019番地1）

## 駐在所
- 住吉駐在所（宮崎市大字島之内6990番地3）
- 瓜生野駐在所（宮崎市大字瓜生野2381番地2）
- 倉岡駐在所（宮崎市大字糸原419番地15）
- 那珂駐在所（宮崎市佐土原町東上那珂15938番地）
- 波島駐在所（宮崎市波島1丁目17番8号）
- 西佐土原駐在所（宮崎市佐土原町上田島1205番地3）
- 平和が丘駐在所（宮崎市池内町1108番地2）

## 主な未解決事件
- MRTmicc前爆発事件[2]